# とどかぬ想い
「とどかぬ想い」(What Have I Done to Deserve This?)は、ペット・ショップ・ボーイズとダスティ・スプリングフィールドの楽曲。

## 概要
ペット・ショップ・ボーイズの二人が敬愛するダスティ・スプリングフィールドをゲスト・ヴォーカルに迎えた楽曲で、彼らの2枚目のスタジオ・アルバム『哀しみの天使』から2枚目のシングルカットとしてリリースされた。
Billboard Hot 100と全英シングルチャートでは2位をマークするヒットとなり、これをきっかけにペット・ショップ・ボーイズはダスティ・スプリングフィールドの作品（シングル2枚とアルバム『レピュテーション』）をプロデュースした。

## 収録曲
7" シングル
1. とどかぬ想い (with ダスティ・スプリングフィールド) - 4:19
2. ア・ニュー・ライフ - 4:55